# Mao Wenxi
Mao Wenxi (chinois : 毛文锡. ; chinois traditionnel : 毛文錫 ; pinyin : Máo Wénxī ; Wade : Mao Wen-hsi), nom de courtoisie Pinggui (平珪), est un fonctionnaire de l’état de Shu antérieur pendant la période des Cinq Dynasties et des Dix Royaumes. Il occupe des postes importants tels que celui d’académicien à l’Académie Hanlin et de ministre des Rituels (礼部尚书). Il sert aussi comme secrétaire de la cour impériale. C’est également un poète et un historien. Il s’est rendu célèbre pour avoir vivement conseillé Wang Jian du Shu antérieur de ne pas rompre les digues pour inonder Jiangling, ce qui a pu sauver de nombreuses vies.

## Biographie

### Les premières années
Mao Wenxi est originaire du royaume de Shu antérieur pendant la période des Cinq Dynasties et des Dix Royaumes. La date et le lieu de naissance de Mao Wenxi sont inconnus. Sa famille est originaire de Gaoyang (高陽, dans l’actuel Baoding, Hebei) et son père, Mao Guifan, est grand chambellan à la cour de la dynastie Tang(p. 101). Il est dit qu’il réussit les examens impériaux au jeune âge de 13 ans et qu’il devient jinshi. À une date indéterminée, il se rend à Chengdu et devient fonctionnaire sous Wang Jian, l’empereur fondateur du Shu antérieur. Les récits historiques ne précisent pas si c’était avant ou après la fondation du Shu antérieur.

### Carrière politique

#### Règne de Wang Jian
Avant ou au début de 913, Mao Wenxi est nommé "académicien" à l’Académie Hanlin (翰林學士承旨). Cette date est plausible parce que, le 10 août 913, le prince héritier Wang Yuanying (en) organise un banquet pour les princes impériaux et les hauts fonctionnaires. Il est rapporté que trois invités sont absents : Wang Zonghan — le fils adoptif de Wang Jian—, Pan Qiao (directeur des communications du palais) et Mao Wenxi (académicien). Ces absences créent des tensions. Le lendemain, Wang Yuanying se plaint à l’empereur son père et accuse Pan Qiao et Mao Wenxi de l’éloigner de ses frères. L’empereur ordonne aussitôt la rétrogradation de Pan et Mao et les condamne à l’exil. À son tour, Tang Daoxi (général et conseiller) se plaint à l’empereur et accuse Wang Yuanying de fomenter une rébellion ; il est autorisé à mobiliser des troupes. Dans la foulée, Wang Yuanying fait arrêter Pan Qiao et Mao Wenxi et les bat presque à mort. Le 12 août, les forces de Wang Yuanying s’opposent à celles de Tang qui fut tué pendant ce combat. Peu de temps après, le prince Yuanying, qui avait pris la fuite, est tué à son tour par ses propres gardes. Dans la crise de succession qui suit le décès de Wang Yuaning, Wang Jian finit par nommer Wang Zongyan comme prince héritier de la couronne(p. 101). Il semble que Wang Jian n’ait pas mis à exécution l’ordre d’exil contre Pan et Mao.

#### L’incident du barrage
En 914, Wang Jian exécute un de ses fils adoptifs Wang Zongxun (王宗訓) pour lui avoir manqué de respect, ce qui laisse vacant le poste de gouverneur militaire de Wutai (武泰), dont le siège était dans l’actuelle Chongqing. Wang Jian nomme alors Pan gouverneur militaire de Wutai et fait de Mao Wenxi, déjà académicien, ministre des Rituels (禮部尚書)(p. 102) ainsi que Shumishi intérimaire.
La même année, pour repousser les menaces et les attaques de Gao Jichang de Jingnan (荊南), dont le siège était dans l’actuelle Jingzhou, Wang Jian envisage de profiter des crues des eaux et de détruire le barrage sur le fleuve Yangtsé pour inonder la capitale de Jingnan, Jiangling. Mao Wenxi le déconseille fortement en faisant remarquer qu’il y aurait trop de pertes civiles. Wang Jian renonce alors à ce projet
En 916, Mao Wenxi est promu Grand Académicien (大学士) du palais Wensi et nommé Situ (司徒), tout en conservant son poste de directeur des Affaires du Secrétariat impérial.
L’année suivante, Mao Wenxi marie sa fille au fils de Yu Chuansu qui aurait été, entre autres, vice-président du Département des affaires d’État,(p. 105). Il fait face à des rivalités politiques avec le puissant eunuque Tang Wenyi (唐文扆) et l’allié de Tang, le premier ministre Zhang Ge (en) (張格) qui portent de fausses accusations contre lui. À la suite de cette charge contre lui, Mao Wenxi est rétrogradé au poste de conseiller militaire du préfet de Maozhou (茂州) dans l’actuelle préfecture autonome tibétaine et qiang de Ngawa (aujourd’hui Songpan au Sichuan). Son fils Mao Xun est rétrogradé au rang de roturier, dépouillé de tous ses biens et exilé à Weizhou (维州) (aujourd’hui Lixian, Sichuan), également dans l’actuelle Ngawa. Le frère cadet de Mao Wenxi, Mao Wenyan est également rétrogradé tandis que Yu Chuansu est démis de ses fonctions de chancelier tout en restant ministre.

### Après le règne de Wang Jian
À un certain moment, Mao Wenxi est probablement rappelé au gouvernement impérial du Shu antérieur, car, en 925, il est nommé parmi les fonctionnaires qui, avec Wang Zongyan (fils et successeur de Wang Jian), se rendent à l’armée des Tang postérieurs. En 926, après l’exécution de Wang Yan par l’empereur Zhuangzong des Tang postérieurs — ce qui signifie la disparition des Shu antérieurs —, certains fonctionnaires restent dans l’administration impériale des Tang tandis que d’autres retournent dans les terres du Shu. Mao Wenxi semble choisir cette dernière option, car il est décrit comme ayant servi sous Meng Zhixiang (en), gouverneur militaire du Sichuan. Peu après, il sert sous la dynastie des Shu postérieurs (后蜀) Avec Ouyang Jiong (欧阳炯) (896–971) et cinq autres, ils sont admirés par le souverain du Shu postérieur pour leurs poèmes lyriques,.
La date et le lieu de son décès sont inconnus.
Ses faits et gestes sont relatés dans 十国春秋•前蜀  (Printemps et Automnes des Dix Royaumes - Shu antérieur).

## Œuvres

### Histoire et autres sujets
Mo Wenxi a aussi écrit sur d’autres sujets, comme :
- 前蜀纪事  (Qián Shǔ Jìshì) (Chroniques du Shu antérieur) en 2 volumes.
- (茶譜) (Chapu) (Traité sur le thé) en 1 volume.

### Poésie
La plupart des ci de Mao Wenxi sont des œuvres destinées à la cour impériale. Ils traitent de chants, de danses et de divertissements et n’atteignent pas un haut niveau d’accomplissement. Mao Wenxi appartient à l’école poétique Parmi les fleurs (Huajian) (花间) et, par le fait même, fait partie du groupe des poètes floraux. 
Certains ci parlent de guerre comme le Ganzhou bian (Air de Ganzhou) qui décrit les batailles frontalières. D’autres comme Ne me demande pas, La nuit de printemps s’avance et Le chant des cigales du soir s’éteint dans le soleil couchant sont également agréables.
Le poème qui l’a rendu célèbre est le Wushan yiduan yun (Un nuage sur le mont Wu). Plus de 30 de ses poèmes ci sont conservés aujourd’hui, principalement dans les recueils 花间集 (Huajian ji) (Collection de chansons Parmi les Fleurs) et 唐五代词 (Tang Wudai Ci) (Poèmes ci des Tang et des Cinq Dynasties).

#### Poème:Nuage sur le mont Wushan(巫山一段云)
Dans ce poème qui décrit le mont Wu (Wushan), Mao Wenxi fusionne les images de la nature et celles de la mythologie (Chang'e déesse de la lune dans la mythologie chinoise). Ce ci a été récité à travers les âges et continue à l’être aujourd’hui.
| Chinois 雨霁巫山上， 云轻映碧天。 远风吹散又相连， 十二晚峰前。 暗湿啼猿树， 高笼过客船。 朝朝暮暮楚江边， 几度降神仙。 | Traduction libre La pluie cesse sur le mont Wushan, Les nuages légers se reflètent le ciel azur. Le vent lointain les disperse puis les réunit, Devant les douze pics du soir serein. Les arbres sombres et humides où pleurent les gibbons, Une brume épaisse enveloppe les bateaux passants. Matin et soir, au bord du fleuve Chu, Combien de fois les immortels sont-ils descendus ? |
| 貌掩巫山色， 才过濯锦波。 阿谁提笔上银河， 月里写嫦娥。 薄薄施铅粉， 盈盈挂绮罗。 菖蒲花役梦魂多， 年代属元和           | Sa beauté éclipse les couleurs du mont Wu, À peine franchit-elle les flots miroitants. Qui donc lève le pinceau vers la Voie lactée, Pour écrire Chang'e sur la lune éthérée ? Légèrement fardée de poudre blanche, Ses voiles scintillants flottent doucement. Les iris hantent moult rêves En ces temps de l’ère Yuanhe.                                                              |